# Judicael de Vannes
Judicael de Vannes (? - mort el 1037), fou bisbe de Vannes, fill del duc de Bretanya Conan I; va exercir com a bisbe de 992/1008 a 1037.

## Biografia
Judicael era fill del duc Conan I i germanastre de Jofré I, hereu del tron de Bretanya, i de Judit, duquessa de Normandia pel seu matrimoni amb Ricard II de Normandia (i mare de Ricard III de Normandia i de Robert el Magnífic). Durant la minoria del duc Alan III une revolta nobiliària va intentar posar-lo al tron de Bretanya.
El predecessor de Judicael en el bisbat de Vannes foi Orscand el Gran, descendent d'Alan el Gran, que el 970 controlava de facto el Vannetès pel compte del seu aliat Conan I, pare de Judicael.
En les invasions normandes de l'inici del segle x, l'abadia de Saint-Gildas de Rhuys fou destruïda. A petició del seu germanastre el duc Jofré o Geoffroi I, un monjo de l'abadia de Saint-Benoît-sur-Loire de nom Fèlix, la va reconstruir. Començada el 1008, la reconstrucció es va acabar el 1032 amb la consagració de l'església par Judicael.